# Verwaltungsgemeinschaft Ellingen
In der Verwaltungsgemeinschaft Ellingen im mittelfränkischen Landkreis Weißenburg-Gunzenhausen haben sich folgende Gemeinden zur Erledigung ihrer Verwaltungsgeschäfte zusammengeschlossen:
1. Ellingen, Stadt, 3908 Einwohner, 31,25 km²
2. Ettenstatt, 865 Einwohner, 15,84 km²
3. Höttingen, 1089 Einwohner, 19,26 km²

Einwohnerstand: 31. Dezember 2023.

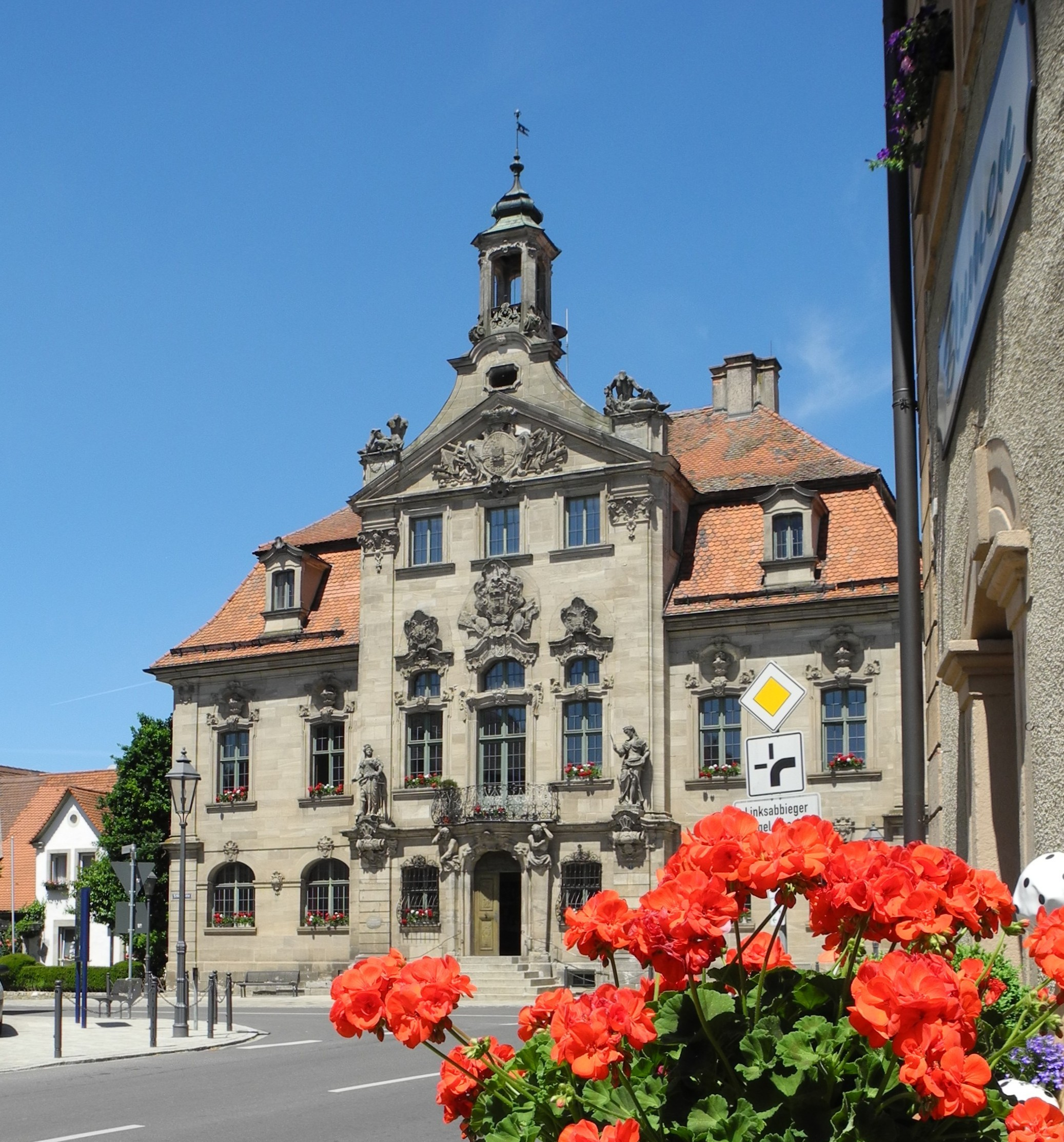
Sitz der Verwaltungsgemeinschaft ist das Rathaus in Ellingen

Sitz der Verwaltungsgemeinschaft ist die namensgebende Stadt Ellingen. Die Verwaltungsgemeinschaft liegt im Süden Mittelfrankens nördlich von Weißenburg in Bayern und südlich von Pleinfeld. Größte Orte in der Verwaltungsgemeinschaft sind Ellingen, Stopfenheim und Ettenstatt.
In der Verwaltungsgemeinschaft lebten 2023 ca. 5900 Personen, dies entspricht etwa sechs Prozent der Bevölkerung des Landkreises Weißenburg-Gunzenhausen. Die Verwaltungsgemeinschaft umfasst eine Fläche von 66,35 Quadratkilometern, dies entspricht ebenfalls etwa sechs Prozent der Landkreisfläche.